# Frans voetbalkampioenschap 1939/40
1939/40 was het eerste van de zes oorlogsseizoenen in het Franse voetbal. Geen van de zes kampioenschappen is officieel, waardoor de titels niet bij het palmares van de clubs geteld worden.
Door de algemene mobilisatie in 1939 aan de vooravond van de Tweede Wereldoorlog moesten vele spelers het leger in en sommige clubs stopten hun activiteiten, zoals de eerste Franse kampioen Olympique Lillois. Om aan de wensen van de clubs te voldoen die toch verder wilden spelen richtte de FFF een kampioenschap in. Er waren drie reeksen, verdeeld op geografische basis, en het was de bedoeling dat de drie kampioenen elkaar bekampten in mei 1940, maar door de Slag om Frankrijk geraakte de competitie in Groep Noord niet tijdig af en werd deze onderbroken. In het Zuiden, waar de groepen kleiner waren, was de competitie wel af en speelden beide groepswinnaars tegen elkaar.

## Klassement

### Groep Noord
| Plaats | Club                 | Ptn | Wed | W  | G | V | DV | DT | DS  |
| ------ | -------------------- | --- | --- | -- | - | - | -- | -- | --- |
| 1      | FC Rouen             | 22  | 13  | 10 | 2 | 1 | 48 | 22 | +26 |
| 2      | Le Havre AC          | 20  | 14  | 10 | 0 | 4 | 28 | 19 | +9  |
| 3      | Stade de Reims       | 19  | 14  | 9  | 1 | 4 | 54 | 30 | +24 |
| 4      | RC Lens              | 16  | 13  | 7  | 2 | 4 | 36 | 29 | +7  |
| 5      | RC Arras             | 13  | 15  | 6  | 1 | 8 | 35 | 31 | +4  |
| 6      | CA Paris             | 12  | 12  | 4  | 4 | 4 | 28 | 28 | 0   |
| 7      | Excelsior AC Roubaix | 9   | 12  | 4  | 1 | 7 | 18 | 36 | -18 |
| 8      | Red Star Olympique   | 6   | 13  | 2  | 2 | 9 | 16 | 33 | -17 |
| 9      | RC Paris             | 6   | 9   | 2  | 2 | 5 | 17 | 24 | -7  |
| 10     | US Boulogne          | 3   | 11  | 1  | 1 | 9 | 11 | 39 | -28 |

### Groep Zuid-Oost
| Plaats | Club                   | Ptn | Wed | W | G | V | DV | DT | DS  |
| ------ | ---------------------- | --- | --- | - | - | - | -- | -- | --- |
| 1      | OGC Nice               | 13  | 8   | 5 | 3 | 0 | 27 | 5  | +22 |
| 2      | Olympique de Marseille | 11  | 8   | 5 | 1 | 2 | 22 | 12 | +10 |
| 3      | AS Cannes              | 10  | 8   | 4 | 2 | 2 | 27 | 16 | +11 |
| 4      | AS Saint-Étienne       | 6   | 8   | 3 | 0 | 5 | 21 | 26 | -5  |
| 5      | FC Antibes             | 0   | 8   | 0 | 0 | 8 | 4  | 42 | -38 |

### Groep Zuid-West
| Plaats | Club                  | Ptn | Wed | W | G | V | DV | DT | DS  |
| ------ | --------------------- | --- | --- | - | - | - | -- | -- | --- |
| 1      | Girondins de Bordeaux | 16  | 10  | 8 | 0 | 2 | 40 | 18 | +22 |
| 2      | FC Sète               | 12  | 10  | 5 | 2 | 3 | 30 | 18 | +12 |
| 3      | SO Montpellier        | 12  | 10  | 5 | 2 | 3 | 31 | 18 | +13 |
| 4      | Nîmes Olympique       | 9   | 10  | 3 | 3 | 4 | 24 | 28 | -4  |
| 5      | Toulouse FC           | 6   | 10  | 2 | 2 | 6 | 19 | 40 | -21 |
| 6      | Olympique Alésien     | 5   | 10  | 1 | 3 | 6 | 16 | 38 | -22 |

## Finale

### Finale Zuid
| Club                  | Score | Club     |
| --------------------- | ----- | -------- |
| Girondins de Bordeaux | 3 - 0 | OGC Nice |

1932/33 · 1933/34 · 1934/35 · 1935/36 · 1936/37 · 1937/38 · 1938/39 · 1939/40 · 1940/41 · 1941/42 · 1942/43 · 1943/44 · 1944/45 · 1945/46 · 1946/47 · 1947/48 · 1948/49 · 1949/50 · 1950/51 · 1951/52 · 1952/53 · 1953/54 · 1954/55 · 1955/56 · 1956/57 · 1957/58 · 1958/59 · 1959/60 · 1960/61 · 1961/62 · 1962/63 · 1963/64 · 1964/65 · 1965/66 · 1966/67 · 1967/68 · 1968/69 · 1969/70 · 1970/71 · 1971/72 · 1972/73 · 1973/74 · 1974/75 · 1975/76 · 1976/77 · 1977/78 · 1978/79 · 1979/80 · 1980/81 · 1981/82 · 1982/83 · 1983/84 · 1984/85 · 1985/86 · 1986/87 · 1987/88 · 1988/89 · 1989/90 · 1990/91 · 1991/92 · 1992/93 · 1993/94 · 1994/95 · 1995/96 · 1996/97 · 1997/98 · 1998/99 · 1999/00 · 2000/01 · 2001/02 · 2002/03 · 2003/04 · 2004/05 · 2005/06 · 2006/07 · 2007/08 · 2008/09 · 2009/10 · 2010/11 · 2011/12 · 2012/13 · 2013/14 · 2014/15 · 2015/16 · 2016/17 · 2017/18 · 2018/19 · 2019/20 · 2020/21 · 2021/22 · 2022/23 · 2023/24 · 2024/25